# Парламентские выборы в Трансиордании (1929)
Парламентские выборы в Трансиордании 1929 года прошли 2 апреля и стали первыми в истории страны.

## История
В процессе подготовки в 1923 году избирательных законов и проекта Конституции иорданскими представителями Британское правительство объявило о своём намерении признать независимость страны и подготовить соответствующий договор. Договор, в конце концев, был подписан 20 февраля 1928 года.

## Избирательная система
Основной закон 1928 года предусматривал однопалатный Законодательный совет. 16 избранных членов парламента должны были войти в Совет вместе с 6 членами кабинета министров, включая премьер-министра.

## Результаты
Были избраны 16 членов Законодательного совета. Когда Ала аль-Диен Тукан был назначен директором античного искусства, вместо него был избран Надми аль-Хади. 

## Последствия
Хассан Халид Абу аль-Худа остался премьер-министром и вошёл в кабинет министров, в который также вошли Реда Тавфик, Хуссам аль-Диен Джаар Алла, Ареф аль-Ареф, Абд аль-Рахман Гариб и Элин Керкбрид. 17 октября 1929 года аль-Худа сформировал новое правительство, в которое вошли Ибрахим Хашим, Тавфик Абу аль-Худа, Ала аль-Диен Тукан, Оде аль-Ксус и Саид аль-Муфти. Совет был распущен 9 января 1931 года после того, как отверг предложенные поправки к бюджету. Досрочные выборы прошли 10 июня 1931 года.